# 张玉芹
张玉芹（1941年12月—2002年7月），女，黑龙江哈尔滨人，中华人民共和国政治人物，曾任贵州省革命委员会副主任，贵州省人民政府副省长。